# دومنینوس
دومنینوس (یونانی: Δομνῖνος؛ زادهٔ ۴۲۰ میلادی – درگذشتهٔ ۴۸۰ میلادی) که با عنوان دومنینوس لاریسایی نیز شناخته می‌شود ریاضی‌دان، و فیلسوف سوری هلنیستی باستان بود.

## زندگی
دومنینوس اهل شیزر سوریه، هم‌زمان با پروکلوس، شاگرد سیریانوس بود. گفته می‌شود که دومینینوس آموزه‌های افلاطون را با آمیختن عقاید شخصی خود خراب کرده است. آرای او رساله‌ای از پروکلوس به‌دست‌آورد که به‌عنوان بیانی از اصول اصیل افلاطونیسم در نظر گرفته شده بود. مارینوس نئاپولیسی در مورد رقابت بین دومینینوس و پروکلوس در مورد چگونگی تفسیر آثار افلاطون می‌نویسد:
[سیریانوس] پیشنهاد داد که در مورد نظریه‌های اورفیک یا وخشورها با آن‌ها گفت‌وگو کند. دومنینوس به اورفیسم معتقد بود، و پروکلوس به وخشورها. و تا زمانی که سیریانوس درگذشت، آن‌ها با پیشنهادش موافقت نکرده بودند…
آکادمی افلاطون در نهایت تفسیر پروکلوس را بر دومنینوس ترجیح داد و پروکلوس بعدتر رئیس آکادمی شد. پس از ترفیع پروکلوس، دومنینوس آتن را ترک کرد و به شیزر بازگشت.
می‌گویند زمانی که دومنینوس بیمار بود و خون سرفه می‌کرد، علی‌رغم یهودی بودنش، به خوردن مقدار زیادی گوشت خوک روی آورد، زیرا یک پزشک آن را برای درمان تجویز کرده بود. همچنین گفته می‌شود که او آسکلپیودوتوس را آموزش می‌داد، تا اینکه آسکلپیودوتوس آنقدر دارای حاشه شد که دیگر او را نپذیرفت.

## کار فلسفی
دومینینوس به‌خاطر نگارش کتابچه راهنمای محاسبات مقدماتی (یونانی: Ἐγχειρίδιον ἀριθμητικῆς εἰσαγωγῆς) که توسط ژان فرانسوا بواسوناد دو فونتارابی ویرایش شده و دو مقاله که در مورد آن نوشته شده است به یاد مانده است. کتابچه راهنمای محاسبات مقدماتی مروری مختصر و خوب از نظریه اعداد بود. مباحث اعداد، نسبت‌ها و میانگین‌ها را شامل می‌شد. این اثر مهم بود زیرا واکنشی بود در برابر مقدمه‌ای بر حساب اثر نیکوماخوس و بازگشتی به آموزه اقلیدس بود.
همچنین اعتقاد بر این است که دومینینوس رساله‌ای با عنوان چگونه یک نسبت را می‌توان نسبتی دیگر بیرون کشید (یونانی: Πῶς ἔστι λόγον ἐκ λόγου ἀφελεῖν) تألیف کرده است، که دستکاری نسبت‌ها را به اشکال دیگر مطالعه می‌کند. بولمر توماس معتقد است که این اثر تا حدی توسط دومینینوس نوشته شده است، اما هیت با بیان این‌که اگر دومینینوس آن را ننوشته است، دست‌کم متعلق به دوره او است، و تا حدودی در مورد نویسنده آن تردید می‌کند. همان‌طور که در پایان کتابچه راهنمای حساب مقدماتی به آن اشاره شده است، همچنین ممکن است دومینینوس اثری با عنوان عناصر حسابی نوشته باشد. اگرچه این‌که آیا او هرگز این کتاب را نوشته است یا نه، جای تردید است.